# Johann Hinrich Röver
Johann Hinrich Röver (* 2. Januar 1812 in Bramstedt; † 4. Mai 1895 in Hausneindorf) war deutscher Orgelbauer in Stade.

## Leben
Röver erlernte zunächst das Tischlerhandwerk und war 1840 bis 1850 bei dem Orgelbauer Peter Tappe in Verden tätig, wo er sich auf den Bau von Kastenladen konzentrierte. 1856 machte er sich als Orgelbauer in Meyerhof (bei Beverstedt) selbstständig und übersiedelte 1863 von Assel nach Stade. 1865 legte er den Stader Bürgereid ab. Seine Söhne (Carl Johann) Heinrich (1851–1929) und (Friedrich Wilhelm) Ernst Röver (1857–1923) arbeiteten zunächst im väterlichen Betrieb mit, der am 1. Juli 1881 in eine Offene Handelsgesellschaft Johann Hinrich Röver & Söhne umgewandelt wurde. Am 1. September 1886 schied der Vater aus dem Betrieb aus und übernahm Ernst Röver die Firma von Adolf Reubke, die 1921 schließen musste. Johann Hinrich Röver starb 1895. Der Sohn Heinrich Röver führte den Familienbetrieb bis 1926 fort. Die Firma wurde aufgelöst, als der Konkurrenzdruck durch den stärker industrialisierten Orgelbau von P. Furtwängler & Hammer zu groß wurde. Hinzu kamen der wirtschaftliche Niedergang nach dem Ersten Weltkrieg und der Tod von Heinrichs Sohn, der als Nachfolger vorgesehen war.

## Werk
Röver führte 15 Orgelneubauten aus, 21 in der OHG mit seinen Söhnen. Röver baute im romantischen Stil, behielt aber nicht selten den historischen Orgelprospekt sowie mechanische Schleif- und Kegelladen bei. Bekanntheit erlangte er durch seine Entwicklung der Röhrenpneumatik und der mechanischen Kastenwindlade, als deren Erfinder er gilt. Röver war insbesondere in der Orgellandschaft zwischen Elbe und Weser tätig, wo er über viele Jahre gleichsam eine Monopolstellung innehatte.

## Werkliste (Auswahl)
| Jahr      | Ort                  | Kirche                       | Bild | Manuale | Register | Anmerkungen |
| --------- | -------------------- | ---------------------------- | ---- | ------- | -------- | --- |
| 1851      | Beverstedt           | Fabian- und Sebastian-Kirche |      | II/P    | 24       | Umbau der Orgel von Arp Schnitger (1709); später Umbauten durch Peter Tappe (1857) und Schmidt & Thiemann (1966)                                                                                    |
| 1863      | Kirchwistedt         | Johannes der Täufer          |      | I/P     | 13       | Weitgehend erhalten |
| 1864      | Ahausen              | Ev.-luth. Kirche             |      | II/P    | 11       | 1939 Umbau durch Fa. Ott (Göttingen); 2012 Wiederherstellung des Originalzustandes durch Stefan Lincke (Unterstedt)                                                                                 |
| 1864–1865 | Oederquart           | St. Johannis                 |      | II/P    | 17       | Neubau der Orgel unter Verwendung des Prospekts und Gehäuses von Arp Schnitger (1678–82), die bis heute erhalten sind; Rövers Pfeifenwerk wird 1971/2000 durch Neubau der Gebr. Hillebrand ersetzt. |
| 1869–1870 | Mulsum (Kutenholz)   | St. Petri                    |      | II/P    | 16       | Weitgehend erhalten |
| 1870      | Stade                | St. Cosmae et Damiani        |      | III/P   | 42       | Umbau der Orgel von Berendt Hus/Arp Schnitger: Änderungen der Disposition und der Tonhöhe, Versetzen des Rückpositivs hinter die Orgel → Orgel von St. Cosmae et Damiani (Stade)                    |
| 1871      | Ringstedt            | St. Fabian                   |      | II/P    | 18       | Erweiterungsumbau der Orgel von Georg Wilhelm Wilhelmy (1788; I/P/13); 1971–74 Neubau durch Alfred Führer unter Verwendung der alten Register                                                       |
| 1879      | Oberndorf (Oste)     | St.-Georgskirche             |      | II/P    | 25       | Weitgehend erhalten |
| 1880      | Bevern (Bremervörde) | Heilig-Kreuz-Kirche          |      | II/P    | 14       | Fast vollständig erhalten; 1987 durch Alfred Führer erweitert (heute II/P/16) |
| 1883–1884 | Lilienthal           | St. Marien                   |      | II/P    | 27       | Zusammen mit seinen Söhnen; weitgehend erhalten |
| 1886      | Oppeln               | St. Nicolai                  |      | II/P    | 10       | Zusammen mit seinen Söhnen; weitgehend erhalten |